# Amparo Muñoz
Amparo Muñoz Quesada (Vélez-Màlaga, 20 de juny de 1954 - Màlaga, 27 de febrer de 2011) fou una model i actriu de cinema i televisió espanyola. Va ser la primera i fins ara l'única espanyola en obtenir el títol de Miss Univers el 1974. També va ser la primera i l'única reina que va renunciar a la corona, perquè se sentia manipulada per l'organització, tot i que aquesta no la va substituir per cap altra aspirant.
Muñoz va realitzar alguns treballs com a model publicitària i de passarel·la. El 1973 va guanyar el concurs Miss Costa del Sol i després, el mateix any, Miss Espanya. Representant aquest Estat va guanyar l'any següent el concurs de Miss Univers en un certamen celebrat a Manila. Va deixar el càrrec als sis mesos i immediatament va començar a fer cinema a Madrid.
La seva carrera com a actriu es concentra sobretot als anys setanta i vuitanta. Els primers anys d'aquesta van coincidir amb l'època del destape, Muñoz va debutar al cinema amb Vida conyugal (1974), a la que també actuaven Ana Belén, Alfredo Mayo i José Sacristán; i també en va fer altres, com Tocata i Fuga de Lolita (1974), Clara es el precio (1974), de Vicente Aranda; Sensualitat (1975), i La Mujer del ministro. Als anys 80, gràcies a l'evolució del cinema espanyol, hom va començar a reconéixer-li més la feina com a actriu, com per exemple a Mamá cumple 100 años (1979), de Carlos Saura; Dedicatoria (1980), de Jaime Chávarri o El balcón abierto (1984), en homenatge a Federico García Lorca. Després d'uns anys d'inactivitat al cinema, hi va tornar el 1996 per a protagonitzar Licántropo, de Paul Naschy, i va participar en Fotos, d'Elio Quiroga i a La família, de Fernando León de Aranoa. En 2006 va aparéixer a El cas de la núvia dividida, de Joan Marimón, presentada al Festival de Sitges.
El 2005 va publicar un llibre de memòries anomenat La vida és el preu.

## Filmografia

### Cinema
Llargmetratges
| - El diablo en persona (1973) - Vida conyugal sana (1974) - Tocata y fuga de Lolita (1974) - Clara es el precio (1975) - Sensualidad (1975) - Mauricio, mon amour (1976) - Volvoreta (1976) - La otra alcoba (1976) - Acto de posesión (1977) - Del amor y de la muerte (1977) - El anillo matrimonial (1979) - Mamá cumple 100 años (1979) - El tahúr (1979) - Mírame con ojos pornográficos (1980) - Dedicatoria (1980) - El gran triunfo (1981) - La mujer del ministro (1981) - Como México no hay dos (1981) - Las siete cucas (1981) - Trágala, perro (1981) - Hablamos esta noche (1982) | - El gran mogollón (1982) - Si las mujeres mandaran (o mandasen) (1982) - Sexo vs. sexo (1983) - Hayop sa ganda (1983) - Todo un hombre (1983) - Se me sale cuando me río (1983) - El balcón abierto (1984) - La reina del mate (1985) - Lulú de noche (1986) - Delirios de amor (1986) - Los invitados (1987) - En penumbra (1987) - Las dos orillas (1987) - Al acecho (1988) - La luna negra (1989) - Familia (1996) - Fotos (1996) - Licántropo: El asesino de la luna llena (1996) - Ellas (1997) - Terra de canons (1999) - Un paraíso bajo las estrellas (2000) |

Curtmetratges
- Presto agitato (1979)

### Televisió
- Las aventuras del Hada Rebeca (1976)
- Sonata de estío (1982)
- Las pícaras (1983)
- Sonatas (1983)
- Hora once (1986)
- Vida privada (1987)
- Brigada central (1990)
- Cuentos de Borges (1993)
- El cas de la núvia dividida (2006)